# 杜利茨凱
49°48′17″N 29°46′4″E / 49.80472°N 29.76778°E
杜利茨凱（烏克蘭語：Дулицьке）是位於烏克蘭北部的村莊，由基辅州白采爾克瓦區的斯克維拉市鎮負責管轄。該村面積4.06平方公里，海拔高度194米，2001年人口760，人口密度每平方公里187.2人。